# Іантиніт
Іантині́т — водний оксид урану.

## Загальний опис
Хімічна формула: CaU5+(UO2)2(CO3)O4(OH) · 7H2O.
Сингонія ромбічна. Поширений у вигляді дрібних прямокутних пластинок, іноді таблитчастих або призматичних.
Твердість 2-3.
Густина 5,15.
Блиск напівметалічний.
Колір темнофіолетовий, змінюється до жовтого. Риска фіолетово-коричнева. Прозорий.
Зустрічається в асоціації зі скупітом та бекерелітом (провінція Шаба, Заїр).